# Torneo preolimpico CONMEBOL 1984
Il Torneo preolimpico CONMEBOL 1984 è stata la settima edizione del torneo.

## Formula
La formula prevedeva due gironi eliminatori, costituiti da due gironi all'italiana da tre squadre ciascuno, e un girone finale atto a selezionare le due qualificate per il torneo di Los Angeles 1984. Gli incontri si svolsero a Guayaquil; si assegnavano 2 punti per la vittoria, 1 per il pareggio e 0 per la sconfitta. Vi furono inoltre due rinunce: quella del Perù e quella dell'Argentina.

## Prima fase

### Gruppo 1

#### Classifica
| Pos. | Squadra  | Pt | G | V | N | P | GF | GS | DR |
| ---- | -------- | -- | - | - | - | - | -- | -- | -- |
| 1    | Ecuador  | 3  | 2 | 1 | 1 | 0 | 3  | 0  | +3 |
| 2    | Brasile  | 3  | 2 | 1 | 1 | 0 | 2  | 1  | +1 |
| 3    | Colombia | 0  | 2 | 0 | 0 | 2 | 1  | 5  | -4 |

#### Risultati
| Arbitro: | Romero |

|                               |           |  |
| Vásquez 40’ Cuvi 58’ Vega 72’ | Marcatori |  |

| Arbitro: | Vásquez |

|                              |           |           |
| Riascos 27’ (aut.) Dunga 75’ | Marcatori | 37’ Pérez |

| Guayaquil 15 febbraio 1984 | Ecuador  | 0 – 0 referto | Brasile | Estadio Modelo\| Arbitro: \| González \| |
| Arbitro:                   | González |               |         |                                          |

### Gruppo 2

#### Classifica
| Pos. | Squadra   | Pt | G | V | N | P | GF | GS | DR |
| ---- | --------- | -- | - | - | - | - | -- | -- | -- |
| 1    | Paraguay  | 3  | 2 | 1 | 1 | 0 | 4  | 0  | +4 |
| 2    | Cile      | 3  | 2 | 1 | 1 | 0 | 1  | 0  | +1 |
| 3    | Venezuela | 0  | 2 | 0 | 0 | 2 | 0  | 5  | -5 |

#### Risultati
| Guayaquil 8 febbraio 1984                   | Cile      | 1 – 0 | Venezuela | Estadio Modelo |
| \| \| \| \| \| Santís ?’ \| Marcatori \| \| |           |       |           |                |
|                                             |           |       |           |                |
| Santís ?’                                   | Marcatori |       |           |                |

| Guayaquil 12 febbraio 1984                                                        | Paraguay  | 4 – 0 | Venezuela | Estadio Modelo |
| \| \| \| \| \| Jacquet ?’ Ferreira ?’ Saldívar ?’ De Aquino ?’ \| Marcatori \| \| |           |       |           |                |
|                                                                                   |           |       |           |                |
| Jacquet ?’ Ferreira ?’ Saldívar ?’ De Aquino ?’                                   | Marcatori |       |           |                |

| Guayaquil 15 febbraio 1984 | Paraguay | 0 – 0 | Cile | Estadio Modelo |

## Fase finale

### Classifica
| Pos. | Squadra  | Pt | G | V | N | P | GF | GS | DR |
| ---- | -------- | -- | - | - | - | - | -- | -- | -- |
| 1    | Brasile  | 6  | 3 | 3 | 0 | 0 | 7  | 2  | +5 |
| 2    | Cile     | 2  | 3 | 1 | 0 | 2 | 6  | 6  | 0  |
| 3    | Paraguay | 2  | 3 | 1 | 0 | 2 | 5  | 7  | -2 |
| 4    | Ecuador  | 2  | 3 | 1 | 0 | 2 | 3  | 6  | -3 |

### Risultati
| Arbitro: | Montalbán |

|                    |           |  |
| Mirandinha ?’, 55’ | Marcatori |  |

| Guayaquil 17 febbraio 1984 | Ecuador | 0 – 2 | Cile | Estadio Modelo |

| Guayaquil 19 febbraio 1984 | Paraguay | 3 – 2 | Cile | Estadio Modelo |

| Arbitro: | Fuentes |

|                            |           |  |
| Dunga 13’ Vítor 86’ (rig.) | Marcatori |  |

| Arbitro: | Di Rosa |

|                                    |           |                     |
| Vítor 25’, 50’ (rig.) Gersinho 69’ | Marcatori | 48’ Valdez ?’ Núñez |

| Guayaquil 21 febbraio 1984 | Ecuador | 3 – 2 | Paraguay | Estadio Modelo |